# Marcel Dib
Marcel Dib (Marsella, Francia, 10 de agosto de 1960) es un exfutbolista francés. Juega de centrocampista.

## Clubes
| Club                  | País    | Año       |
| --------------------- | ------- | --------- |
| Sporting Toulon Var   | Francia | 1981-1985 |
| AS Mónaco             | Francia | 1985-1993 |
| Girondins de Burdeos  | Francia | 1993-1994 |
| Olympique de Marsella | Francia | 1994-1996 |

## Palmarés

### Campeonatos nacionales
| Título          | Club                  | País    | Año  |
| --------------- | --------------------- | ------- | ---- |
| Ligue 1         | AS Monaco             | Francia | 1988 |
| Copa de Francia | AS Monaco             | Francia | 1991 |
| Ligue 2         | Olympique de Marsella | Francia | 1995 |

### Distinción individual
- Mejor jugador de la Ligue 2 en 1996.

- Datos: Q3089444